# 陸康稷
陸康稷（？—17世紀），字宇粒，號衷涵，浙江嘉興府秀水縣（今屬嘉興市）人，寄籍吳縣。明末及南明政治人物。

## 生平
陸康稷是萬曆四十年（1612年）壬子科應天鄉試舉人，到萬曆四十四年（1616年）中進士，都察院觀政，四十五年獲授江西貴溪縣知縣，在該處建築城池、疏通河道，四十七年調往廬陵縣，廉潔明察，善於處理案件。養濟院的乞丐向來橫蠻，有富家子弟毆打乞丐，乞丐就用車載著屍體報官，控告富家子弟殺人；他檢查屍體口中有泥土，指出乞丐掘死屍誣告富家子弟，於是乞丐吐露實情服罪，令當地人都覺得驚異。天啓二年得卓異第一，五年改任兵部武選主事，次年因忤逆魏忠賢而去職。
崇禎初年起復吏部稽勳司主事，歷任驗封司、考功司、文選司，二年升員外郎，給假回鄉，三年考察降用。
弘光帝繼位，陸康稷轉任文選郎中，選拔公正，不受勳臣干預，晉太僕少卿、太常卿，歸家卒。

## 家族
曾祖陸文聰。祖父陸禎，府通判。伯父陸時選，舉人。父陸時賓，國子生。

## 引用
1. 1 2  錢海岳《南明史·卷三十二·列傳第八》：陸康稷，字宇粒，秀水人。萬曆四十四年進士。授廬陵知縣，廉察善決獄。養濟院丐素橫，有富家毆丐，遂以殺丐報，輿屍至庭。康稷驗屍口中有土，指為掘死人以誣告，丐吐實服罪，一邑奇之。
2. ↑  《蘇州府志·卷十二·選舉三》：萬歷【曆】四十年壬子科（舉人） 解元張瑋，武進士……陸康稷 見進士
3. ↑  《萬曆四十四年丙辰科進士履歷》：陸康稷，衷涵，書一房，乙未十二月十三日生。吴江人，壬子九十三，会一百七，三甲四十一名。都察院政，丁巳授贵溪知县，己未調庐陵知县，辛酉本省同考，壬戌行取，乙丑考选，授兵部主事，丙寅闲住。戊辰起吏部稽勋司主事，調验封司，調考功司，己巳調文选司，升本司员外，給假，庚午降用。
4. ↑  錢海岳《南明史·卷三十二·列傳第八》：調貴溪，築城浚河，以卓異第一。遷武選主事，忤魏忠賢落職。崇禎初復官。安宗立，累轉文選郎中，秉銓公正，勳臣干請不遂。晉太僕少卿，太常卿。